# Сан Франческо (Асизи)
Вижте пояснителната страница за други значения на Свети Франциск.
Папската базилика Свети Франциск от Асизи (на италиански: Basilica Papale di San Francesco d'Assisi) е католическа църква в град Асизи, Централна Италия. Тя е главната църква на Францисканския орден и един от основните центрове на католическо поклонничество в Италия. В църквата е погребан основателят на ордена, роденият в Асизи свети Франциск.
Строителството на сградата започва през 1228 година на склона на хълм, северозападно от града. Тя включва две основни части (Горна и Долна църква) и крипта, в която се намират останките на светеца. Заедно с разположения в съседство манастир, базиликата е внушителна забележителност, издигаща се над околната местност. През 2000 година е включена в Списъка на световното наследство на ЮНЕСКО.

## Описание

### Фрески на Джото
Смята се, че стенописите в базиликата са на Джото, макар че според някои изследователи те са по-скоро дело на негови ученици. Това е централен проблем в изследването на творчеството на Джото. Няма съмнение, че художникът е работил в Асизи, тъй като това съобщава Рикобалдо Ферарезе в Compilatio chronologica, написана през 1319, когато Джото е още жив. По-късни автори, включително Вазари, поясняват, че работите на Джото са в голямата двойна църква. По времето на Вазари няколко фрески от Горната и Долната църква са приписвани на Джото, като най-важен е цикълът от 28 сцени от живота на свети Франциск в кораба на Горната църква и францисканските добродетели и още няколко фрески в долната църква. (Някои от фреските са повредени от земетресение на 26 септември 1997 г. и се възстановяват постепенно)

### Фрески в капелата на Сан Мартино в Асизи
Датировката на тези фрески е дискусионна, макар учените да се обединяват около 1317 година. Симоне Мартини изобразява десет сцени от живота на св. Мартин Турски, основавайки се на „Златната легенда“ на Яков Ворагински.
Съгласно християнската традиция, историята на св. Мартин има отношение към времето на управлението на император Юлиан. Мартин е конник в римската армия. През 344 г. той преживява дълбоко религиозно обръщане, приема християнството, отказва да служи на кесаря и започва да служи на Бога. Впоследствие св. Мартин става епископ и извършва ред чудеса.
- Св. Мартин дели своя плащ с нищите.
- Сънят на св. Мартин.
- Посвещение в рицар.
- Отричане на св. Мартин от оръжието.
- Видение на св. Амвросий.
- Чудо по време на месата.
- Чудо с възкръсналия младеж.
- Чудо с огъня.
- Смърт на Св. Мартин.
- Погребение на Св. Мартин.
- Ктиторът на капелата кардинал Сан Мартино ди Монти пред св. Мартин.

Тези фрески са шедьовър на Симоне Мартини. Пространствените построения, човешките пози, множеството разни находки и новости в трактовката на сюжетите предизвикват възхищение още у неговите съвременници. Историята на св. Мартин е изписана деликатно и аристократично, без излишни ефекти, в изискан готически стил.